# Lyntoget
Lyntoget er en dansk film fra 1951.
- Manuskript John Olsen og Paul Sarauw.
- Instruktion Aage Wiltrup.

Blandt de medvirkende kan nævnes:
- Preben Lerdorff Rye
- Erik Mørk
- Asbjørn Andersen
- Ib Schønberg